# Eri Ishikawa
Eri Ishikawa (Tokyo, 29 novembre 1981) è un'attrice e regista giapponese. Vive e lavora a Tokyo.

Inizia infatti a lavorare nel mondo dello spettacolo a 5 anni in una serie televisiva giapponese di grande successo. Nella metà degli anni 90, interpreta vari ruoli teatrali, tra cui va ricordato Madama Butterfly, accanto alla sua coetanea Asami Kanai, Amleto, accanto al suo amico e collega cinematografico Tatsuya Fujiwara e molti altri ancora.
Nel 2000 viene scelta dal veterano regista cinematografico Kinji Fukasaku, già conosciuto e molto apprezzato per aver co-diretto il capolavoro bellico Tora! Tora! Tora!, per il cult Battle Royale, tratto dal romanzo di Koushun Takami e dall'omonimo manga, nel quale interpreta la saggia e colta presidentessa della Shiroiwa Class B, Yukie Utsumi.

## Filmografia parziale

### Attrice
- Battle Royale (1999)
- Sagishi ippei 7 (2001)
- Batoru rowaiaru (2000) Yukie Utsumi aka Battle Royale
- Toppamono taiyo-den (2000) sorella di Shogo
- Sebunzu feisu (2000) Kojima
- Seven's Face (2001)
- Linda Linda Linda (2002)
- Batoru Rowaiaru 2: Requiem (2003) (conosciuto anche come Battle Royale II: Blitz Royale)

### Regista
- O'hasta (1997)

## Teatro
- Madama Butterfly(1998)
- Amleto (1998)
- Indovina chi viene a cena (1999)
- A no Hito Ko No Hito (2006) musical tratto dalla canzone di Kou Shibasaki e dal film.